# Championnat international d'escrime 1926
Navigation
Édition précédente Édition suivante
La cinquième édition du Championnat international d'escrime en 1926 s'est déroulé dans deux endroits différents : les épreuves de fleuret (qui fait son apparition) et de sabre à Budapest, en Hongrie, et d'épée à  Ostende, en Belgique.

## Résultats
| Épreuves                              | Or                 | Argent              | Bronze       |
| ------------------------------------- | ------------------ | ------------------- | ------------ |
| Épée                                  |                    |                     |              |
| Hommes individuel résultats détaillés | Georges Tainturier | Fernand de Montigny | Léon Tom     |
| Fleuret                               |                    |                     |              |
| Hommes individuel résultats détaillés | Giorgio Chiavacci  | László Berti        | Ugo Pignotti |
| Sabre                                 |                    |                     |              |
| Hommes individuel résultats détaillés | Sándor Gombos      | Attila Petschauer   | Bino Bini    |

## Tableau des médailles
| Rang  | Nation   | Or | Argent | Bronze | Total |
| ----- | -------- | -- | ------ | ------ | ----- |
| 1     | Hongrie  | 1  | 2      | 0      | 3     |
| 1     | Italie   | 1  | 0      | 2      | 3     |
| 3     | France   | 1  | 0      | 0      | 1     |
| 4     | Belgique | 0  | 1      | 1      | 2     |
| TOTAL | TOTAL    | 3  | 3      | 3      | 9     |